# 酒井隆行
酒井 隆行（さかい たかゆき、1980年1月15日 - ）は、北海道釧路市出身の元アイスホッケー選手。ポジションはフォワード。
釧路市立新川小学校、釧路市立景雲中学校、北海道釧路江南高等学校、早稲田大学卒業。
2012年（平成24年）4月、現役引退を発表。